# Christina Johannesson (diplomat)
Anna Christina Thérése Johannesson, född 21 februari 1964, är en svensk diplomat och Sveriges ambassadör i Moskva sedan 1 september 2025. Hon har tidigare, sedan 2023 varit regeringens representant gentemot Belarus demokratiska krafter i exil. Hon var tidigare ambassadör i Belarus vid Sveriges ambassad i Minsk 2017-2022.
I början av sin karriär kom Christina Johannesson till utrikesdepartementet för att arbeta som översättare till ryska och arbetade sedan i många år i Ryssland. Hon har lång erfarenhet av att arbeta med rysktalande länder och talar svenska, engelska, franska, ryska och belarusiska.